# Редельмаєр
Редельмаєр (нім. Rödelmaier) — громада в Німеччині, розташована в землі Баварія. Підпорядковується адміністративному округу Нижня Франконія. Входить до складу району Рен-Грабфельд. Складова частина об'єднання громад Бад-Нойштадт-ан-дер-Заале.
Площа — 6,28 км2. Населення становить 972 ос. (станом на 31 грудня 2020).

## Галерея

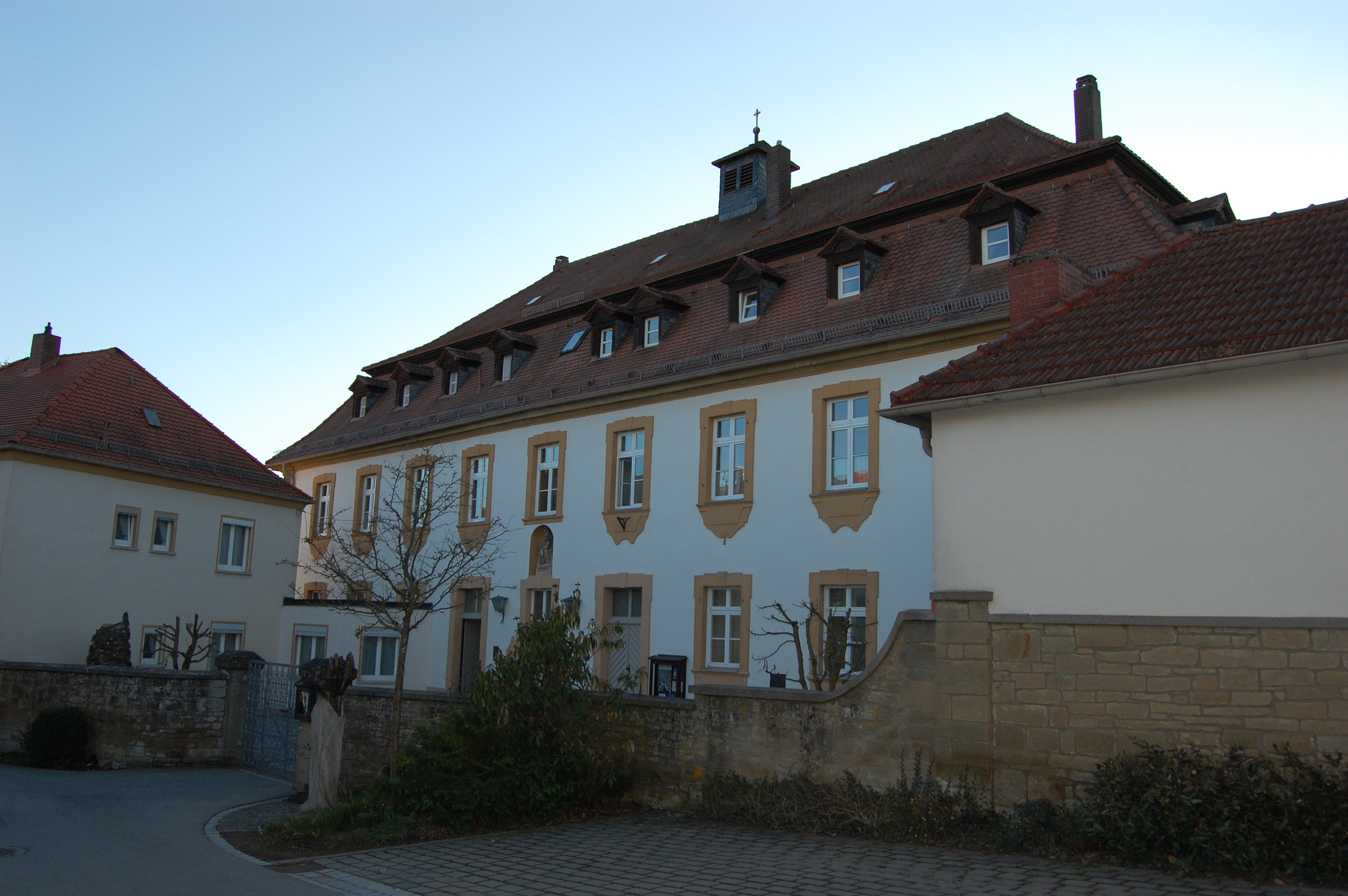